# Beaufort-sur-Gervanne
Beaufort-sur-Gervanne è un comune francese di 405 abitanti situato nel dipartimento della Drôme della regione dell'Alvernia-Rodano-Alpi.

## Società

### Evoluzione demografica
Abitanti censiti